# 設楽町立清嶺小学校
設楽町立清嶺小学校（したらちょうりつ せいれいしょうがっこう）は、愛知県北設楽郡設楽町清崎にある公立小学校。

## 校区
- 清崎、三都橋、豊邦が校区であり、公立中学校に進学する場合は設楽町立設楽中学校に進学する。

## 沿革
- 1997年（平成9年）4月 - 設楽町立清崎小学校、設楽町立三都橋小学校、設楽町立豊邦小学校を統合し、設楽町立清嶺小学校として開校。校舎は、旧・設楽町立清崎小学校の校舎（1964年建築。鉄筋コンクリート造2階建）を転用する。

### 設楽町立三都橋小学校
- 北設楽郡設楽町三都橋字竹平21-1に存在した小学校。旧・北設楽郡段嶺村の小学校であり、三都橋が校区であった。
- 1902年（明治35年）に開校した学校であるが、開校年は田峯学校三都橋分教場（1892年（明治15年）設置）が独立し、段嶺村三都橋尋常小学校となった年である。1941年（昭和16年）に豊邦国民学校、1947年（昭和22年）に段嶺村立豊邦小学校に改称する。1941年（昭和16年）に三都橋国民学校、1947年（昭和22年）に段嶺村立三都橋小学校に改称する。1956年（昭和31年）9月30日に田口町、段嶺村、名倉村、振草村の一部が合併し設楽町が発足すると設楽町立三都橋小学校に改称する。
- 校舎（1961年建築。木造）などの施設の多くは現存し、田原市が借り上げて、田原市の施設「三都橋交流センター」となっている[1]。

### 設楽町立豊邦小学校
- 北設楽郡設楽町豊邦字ホソノ10に存在した小学校。旧・北設楽郡段嶺村の小学校であり、豊邦が校区であった。
- 1878年（明治11年）12月に豊邦学校として開校。1887年（明治20年）に尋常小学豊邦学校に改称。1892年（明治25年）に田峯尋常小学校豊邦分教場となるが、1902年（明治35年）に独立し、田口町段嶺村学校組合立豊邦尋常小学校となり、校区は段嶺村豊邦と田口町松戸（旧・豊邦村松戸。1897年に段嶺村から田口町に編入）となる。1904年（明治37年）に現在地に移転。1907年（明治40年）に組合を解消し段嶺村豊邦尋常小学校となり、1941年（昭和16年）に豊邦国民学校、1947年（昭和22年）に段嶺村立豊邦小学校に改称する。1949年（昭和24年）から1958年（昭和33年）までは清嶺中学校豊邦分校を併設していた。
- 校舎（1965年建築。木造2階建）などの施設の多くはは現存し、田原市が借り上げて、田原市の施設「豊邦交流センター」となっている[2]。

## 交通アクセス
- 豊鉄バス田口新城線「清崎」バス停より徒歩3分。
- おでかけ北設三都橋豊邦線「清崎」バス停より徒歩3分。